# FIRA Trophy 1982-83
El FIRA Trophy de la temporada  1982-83  fue la 10° edición con esta denominación y la 23° temporada del segundo torneo en importancia de rugby en Europa, luego del Torneo de las Seis Naciones.

## FIRA Trophy
| Lugar | Selección       | Partidos | Partidos | Partidos  | Partidos | Puntos  | Puntos    | Puntos | Tabla de puntos |
| Lugar | Selección       | Jugados  | Ganados  | Empatados | Perdidos | A favor | En contra | dif.   | Tabla de puntos |
| ----- | --------------- | -------- | -------- | --------- | -------- | ------- | --------- | ------ | --------------- |
| 1     | Rumania         | 5        | 5        | 0         | 0        | 95      | 40        | +55    | 15              |
| 2     | Italia          | 5        | 3        | 1         | 1        | 60      | 35        | +25    | 12              |
| 3     | Unión Soviética | 5        | 3        | 0         | 2        | 80      | 54        | +26    | 11              |
| 4     | Francia         | 5        | 2        | 1         | 2        | 121     | 40        | +81    | 10              |
| 5     | Marruecos       | 5        | 1        | 0         | 4        | 43      | 87        | -44    | 7               |
| 6     | RFA             | 5        | 0        | 0         | 5        | 37      | 180       | -143   | 5               |

| Bandera de Rumania |
| Campeón Rumania    |
| Quinto título      |

## Segunda División
| Lugar | Selección    | Partidos | Partidos | Partidos  | Partidos | Puntos  | Puntos    | Puntos | Tabla de puntos |
| Lugar | Selección    | Jugados  | Ganados  | Empatados | Perdidos | A favor | En contra | dif.   | Tabla de puntos |
| ----- | ------------ | -------- | -------- | --------- | -------- | ------- | --------- | ------ | --------------- |
| 1     | Polonia      | 4        | 3        | 0         | 1        | 82      | 30        | +52    | 10              |
| 2     | España       | 4        | 3        | 0         | 1        | 83      | 26        | +57    | 10              |
| 3     | Portugal     | 4        | 2        | 0         | 2        | 38      | 46        | -8     | 8               |
| 4     | Países Bajos | 4        | 2        | 0         | 2        | 38      | 58        | -20    | 8               |
| 5     | Suecia       | 4        | 0        | 0         | 4        | 25      | 106       | -81    | 4               |

| Bandera de Polonia |
| Campeón Polonia    |
| Cuarto título      |

## Tercera División
| Lugar | Selección      | Partidos | Partidos | Partidos  | Partidos | Puntos  | Puntos    | Puntos | Tabla de puntos |
| Lugar | Selección      | Jugados  | Ganados  | Empatados | Perdidos | A favor | En contra | dif.   | Tabla de puntos |
| ----- | -------------- | -------- | -------- | --------- | -------- | ------- | --------- | ------ | --------------- |
| 1     | Checoslovaquia | 4        | 4        | 0         | 0        | 67      | 31        | +36    | 12              |
| 2     | Túnez          | 4        | 3        | 0         | 1        | 64      | 33        | +31    | 10              |
| 3     | Yugoslavia     | 4        | 2        | 0         | 2        | 73      | 80        | -7     | 8               |
| 4     | Bélgica        | 4        | 1        | 0         | 3        | 44      | 65        | -21    | 6               |
| 5     | Suiza          | 4        | 0        | 0         | 4        | 37      | 76        | -39    | 4               |

| Bandera de Checoslovaquia |
| Campeón Checoslovaquia    |
| Primer título             |